# Lê Nam (đại biểu Quốc hội)
Lê Nam  (sinh ngày 19 tháng 5 năm 1956 tại Xã Xuân Phong, huyện Thọ Xuân, Thanh Hoá) là đại biểu Quốc hội Việt Nam khóa XIII, Ủy viên Uỷ ban Kinh tế của Quốc hội
, và thuộc đoàn đại biểu Thanh Hoá.. Ông thuộc dân tộc kinh, không tôn giáo, có bằng cử nhân chính trị và thạc sĩ luật, được cho phép gia nhập Đảng Cộng sản Việt Nam ngày 15/12/1982.

## Tuyên bố
- Tại hội nghị ĐBQH chuyên trách thảo luận về việc sửa đổi bộ luật Hình sự ngày 26/8/2015: "Tham nhũng cần gì phải bắn, chỉ cần làm cái lồng thật đẹp cho vào đấy để vợ nuôi là đủ, nỗi khổ sở ấy còn khủng khiếp hơn là bị bắn".[3]